# Šmartno na Pohorju
Šmartno na Pohorju este o localitate din comuna Slovenska Bistrica, Slovenia, cu o populație de 183 de locuitori.